# Jorge Barale
Jorge Andrés Barale Álvarez (Montevideo, 7 de octubre de 1956) es un humorista, periodista, guionista y escritor uruguayo.

## Biografía
Es hijo del dramaturgo uruguayo Washington Barale, quien por razones políticas debió emigrar con su familia desde su país natal a la Argentina en el año 1975. 
Comenzó su carrera de lingüista en la Facultad de Filosofía y Letras de la Universidad de Buenos Aires (UBA) en 1976, egresando en 1983. 
Desde el año 1980 comenzó a publicar en diversos medios gráficos, entre los cuales se destaca El Porteño, con dirección de Gabriel Levinas (donde tuvo como compañeros a los periodistas Eduardo Aliverti y a Jorge Lanata, entre otros) y en 1981 publicó su primera nota en la prestigiosa revista Humor, de Ediciones de la Urraca y dirigida por Andrés Cascioli. En esta revista escribió diversos guiones ilustrados por las plumas de Alfredo Grondona White, Tabaré, Maicas, Ceo y otros artistas. En el año 1989, junto a Aquiles Fabregat (Fabre) y Julio Parissi dirigió un suplemento de humor llamado BERP! para el matutino uruguayo La República, dirigido por Federico Fassano. 
En 1997 se hizo cargo de la revista SexHumor, bajo su dirección editorial. También se desempeñó como libretista del programa televisivo HiperHumor junto con Andrés Redondo, Julio Parissi y Eduardo D´Angelo. 
Fue fundador de varios emprendimientos y publicaciones de humor como Pingüinos (2004), HumorSA (2003) y otras. También creó y dio forma a la Agencia del Humor, única agencia de noticias de contenidos humorísticos conocida.
Actualmente dirige publicaciones en De pe a Pa Editora y también es docente en Lengua y Literatura, Historia y Filosofía. Barale es partidario de un nuevo concepto educativo donde propone agregar dos elementos: el uso pedagógico del humor y la utilización del celular en clase como herramienta de aprendizaje. En la actividad docente ha desarrollado varios programas informáticos con la lengua castellana que aún no han sido probados en la actividad de la enseñanza, como Lector Doctor (un lector inteligente que interpreta textos automáticamente) y Corrector Juvenil (un programa para redactar textos desde cero).

### Libros
En 1994 publicó su primer libro en Editorial Sudamericana, con auspicio de Beto Casella y Luis Majul, Diccionario de Informática a Prueba de Tontos. En 2004 publicó su libro de chistes Hare Kirchner con un seudónimo (Niko Fabre Larrañaga) en homenaje a su maestro (Fabre), en una editora subsidiaria de Editorial Planeta.

## Premios
Obtuvo el Primer Premio Literario de la Facultad de Filosofía y Letras con el cuento El Sacrificio en 1979 y el premio Columba de historieta en 1986. En 1999 ganó el tercer lugar con mención de honor en el concurso anual de la Universidad del CEMA (UCEMA) en la categoría Emprendedores con Agencia del Humor.

## Obras
- Diccionario de Informática a Prueba de Tontos. (1994). Editorial Sudamericana.
- Hare Kirchner (2004). Género Humorístico.